# 3D Space Tank
3D Space Tank (エックス・リターンズ?, X-Returns) è un videogioco sviluppato da Q-Games e pubblicato nel 2010 da Nintendo per Nintendo DSi. Distribuito in America settentrionale con il titolo X-Scape, è il seguito del videogioco del 1992 X per Game Boy.